# 충주시장
충주시장(忠州市長)은 대한민국 충청북도 충주시의 행정을 총괄하는 기초자치단체장이다.

## 관선(1956~1995)
| 대수     | 시장   | 임기                              | 비고         |
| -------- | ------ | --------------------------------- | ------------ |
| 초대     | 박승두 | 1956년 7월 8일~1956년 7월 11일    |              |
| 2대      | 박승두 | 1956년 8월 8일~1960년 5월 23일    |              |
| 3대      | 엄재형 | 1960년 6월 2일~1960년 9월 22일    |              |
| 4대      | 지정환 | 1960년 10월 31일~1960년 12월 16일 |              |
| 5대      | 남상득 | 1960년 12월 27일~1961년 6월 8일   |              |
| 직무대리 | 임익재 | 1960년 6월 9일~1961년 8월 30일    |              |
| 6대      | 유재성 | 1961년 8월 30일~1962년 7월 4일    |              |
| 직무대리 | 조정규 | 1962년 7월 4일~1962년 9월 12일    |              |
| 7대      | 이상태 | 1962년 9월 12일~1964년 4월 28일   |              |
| 8대      | 박영순 | 1964년 4월 28일~1966년 5월 23일   |              |
| 9대      | 김중한 | 1966년 5월 23일~1968년 5월 30일   |              |
| 10대     | 한상욱 | 1968년 5월 30일~1971년 8월 21일   |              |
| 11대     | 최태하 | 1971년 8월 21일~1973년 8월 13일   |              |
| 12대     | 안영국 | 1973년 8월 13일~1976년 4월 22일   |              |
| 13대     | 권기상 | 1976년 4월 22일~1977년 2월 15일   |              |
| 14대     | 이상용 | 1977년 2월 15일~1978년 8월 1일    |              |
| 15대     | 권순탁 | 1978년 8월 2일~1980년 7월 31일    |              |
| 16대     | 김태수 | 1980년 8월 1일~1982년 7월 19일    |              |
| 17대     | 홍순기 | 1982년 7월 20일~1985년 3월 10일   |              |
| 18대     | 이승우 | 1985년 3월 11일~1986년 3월 7일    |              |
| 19대     | 유정열 | 1986년 3월 8일~1986년 12월 23일   |              |
| 20대     | 석영철 | 1986년 12월 24일~1988년 6월 10일  | 5대 동해시장 |
| 21대     | 오병하 | 1988년 6월 11일~1988년 12월 23일  |              |
| 22대     | 이시종 | 1989년 1월 1일~1991년 1월 9일     |              |
| 23대     | 오병하 | 1991년 1월 10일~1993년 3월 28일   |              |
| 24대     | 김중구 | 1993년 3월 29일~1993년 5월 22일   |              |
| 25대     | 정원영 | 1993년 5월 25일~1994년 1월 2일    |              |
| 26대     | 김광홍 | 1994년 1월 3일~1994년 10월 5일    |              |
| 27대     | 이석의 | 1994년 10월 6일~1995년 4월 28일   |              |

## 민선(1995~)
| 대수     | 시장   | 임기                                 | 비고                            |
| -------- | ------ | ------------------------------------ | ------------------------------- |
| 28대     | 이시종 | 1995년 7월 1일~1998년 6월 30일       | 민선1기                         |
| 29대     | 이시종 | 1998년 7월 1일~2002년 6월 30일       | 민선2기. 재선                   |
| 30대     | 이시종 | 2002년 7월 1일~2003년 12월 17일      | 민선3기. 3선                    |
| 31대     | 한창희 | 2004년 6월 8일~2006년 6월 30일       | 민선3기. 2004년 재보궐선거 당선 |
| 32대     | 한창희 | 2006년 7월 1일~2006년 9월 28일       | 민선4기. 재선                   |
| 33대     | 김호복 | 2006년 10월 26일~2010년 6월 30일     | 민선4기                         |
| 34대     | 우건도 | 2010년 7월 1일~2011년 7월 28일       | 민선5기                         |
| 권한대행 | 김재갑 | 2011년 7월 29일~2011년 10월 26일     | 부시장                          |
| 35대     | 이종배 | 2011년 10월 27일~2014년 3월 31일     | 민선5기. 2011년 재보궐선거 당선 |
| 권한대행 | 이우종 | 2014년 4월 1일~2014년 6월 30일       | 부시장                          |
| 36대     | 조길형 | 2014년 7월 1일~2018년 6월 30일       | 민선6기                         |
| 37대     | 조길형 | 2018년 7월 1일~2022년 6월 30일       | 민선7기. 재선                   |
| 38대     | 조길형 | 2022년 7월 1일~2026년 6월 30일(예정) | 민선8기. 3선                    |

## 같이 보기
- 충주시장 선거